# داره دیر میشه (ترانه تایلا)
«داره دیر میشه» (انگلیسی: Getting Late) نخستین تک‌آهنگ تایلا، خواننده اهل آفریقای جنوبی با همکاری خواننده کول‌درینک است. تهیه‌کنندگی ترانه بر عهدهٔ کول‌درینک و روگان کلی بوده است و در ۲۵ اکتبر ۲۰۱۹ منتشر شد. موزیک ویدئوی این ترانه تا مه ۲۰۲۱ به بیش از ۲ میلیون بازدید رسید و سپس تایلا با اپیک رکوردز قرارداد امضا کرد.